# Serviette de table
Pour les articles homonymes, voir serviette.

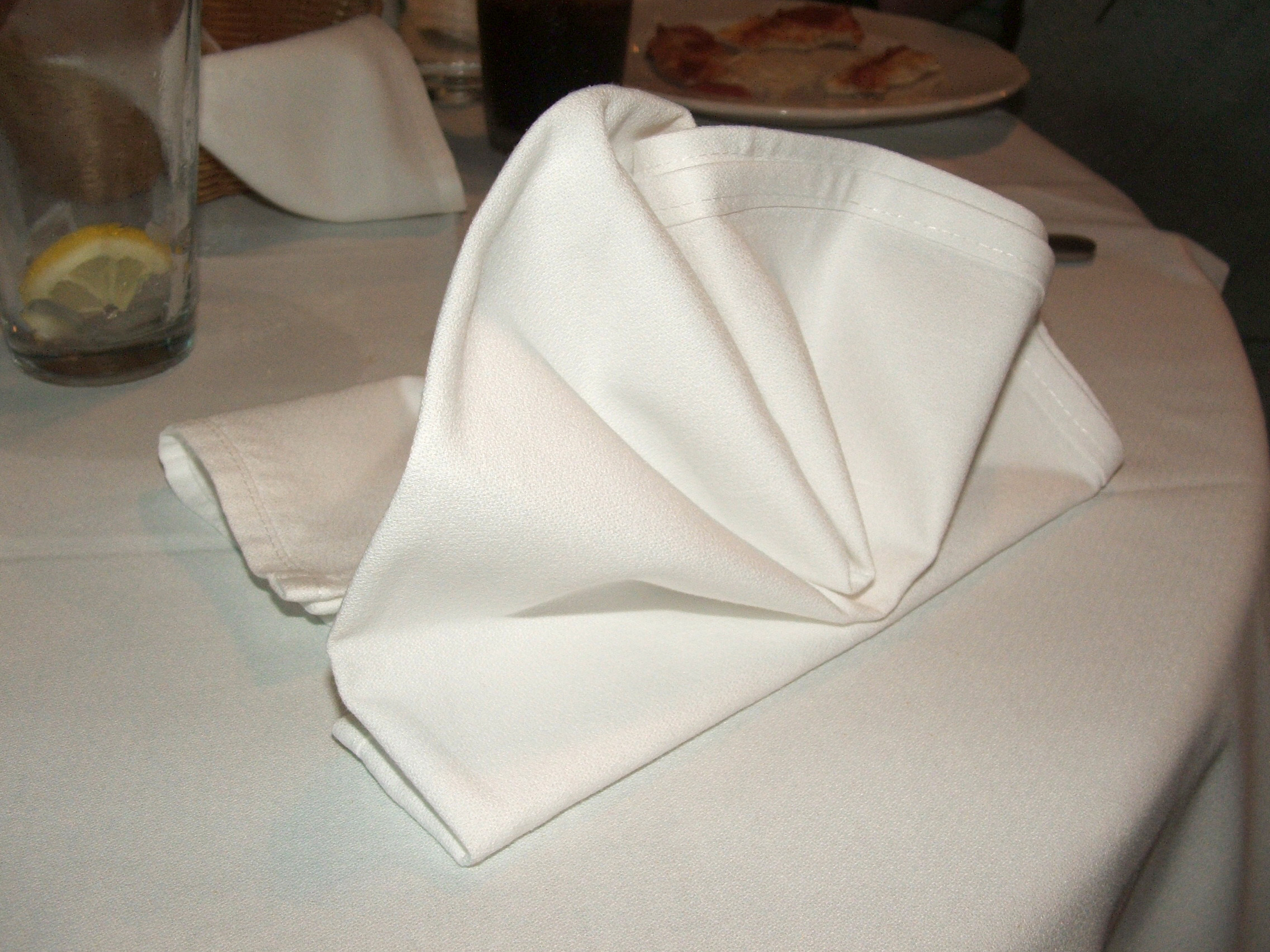
Serviette de table pliée artistiquement.

Une serviette de table est une pièce de tissu individuelle, généralement de forme carrée ou rectangulaire, avec laquelle on s'essuie la bouche ou les mains au cours des repas.

## Origines
L'usage des serviettes apparaît très tôt dans l'histoire humaine.
Les Romains recouraient ainsi aux serviettes (mappa) mais l'usage voulait que ce soient les convives qui les apportent. Il s'agissait alors le plus souvent d'un simple tissu blanc, parfois brodé de fils d'or, que l’on utilisait pour s’essuyer le visage.
Au début du Moyen Âge, c'est à même la nappe que les commensaux s'essuyaient les doigts et la bouche. Deux options furent tour à tour utilisées : le « doublier » — une pièce de tissu pliée en deux et placée sur une planche à tréteaux — puis la « longuière », qui ne couvrait que les seuls bords de la table.
Vers le XIIIe siècle, des torchons dénommés « touailles » sont pendus au mur. On les utilise aussi bien pour s'essuyer collectivement que pour recouvrir les restes des agapes. Généralement longs de quatre mètres, ils sont pliés en deux sur un bâton.
La serviette de table dans son acception actuelle, personnelle, trouve son origine au XVe siècle, sous le règne de Charles VII. À cette époque, l’usage de la fourchette est minimal et les convives mangent directement avec les doigts. Les serviettes sont par conséquent régulièrement renouvelées durant les repas, dans le respect d’un strict cérémonial faisant successivement intervenir maître d’hôtel, gentilhomme, grand chambellan et officiers de la bouche.
La Renaissance marque un tournant important. Les serviettes en lin damassé, parfumées d’eau de rose ou d’autres essences, commencent à se généraliser : elles sont nouées autour du cou afin de protéger les larges collerettes tuyautées qui sont alors fréquemment portées. La collerette imposante nécessite l'aide d'une personne pour la nouer, acte à l'origine de l'expression « avoir du mal à joindre les deux bouts ». Les « arts de la table » naissent au même moment et le pliage des serviettes y occupe rapidement une place importante.
Au XVIIIe siècle, la serviette de table devient un support d’ostentation : décorée, brodée, colorée, elle exprime le statut social de ses possesseurs et assigne un statut à chacun, donnant tout son sens à l’expression populaire « on ne mélange pas les torchons et les serviettes ».

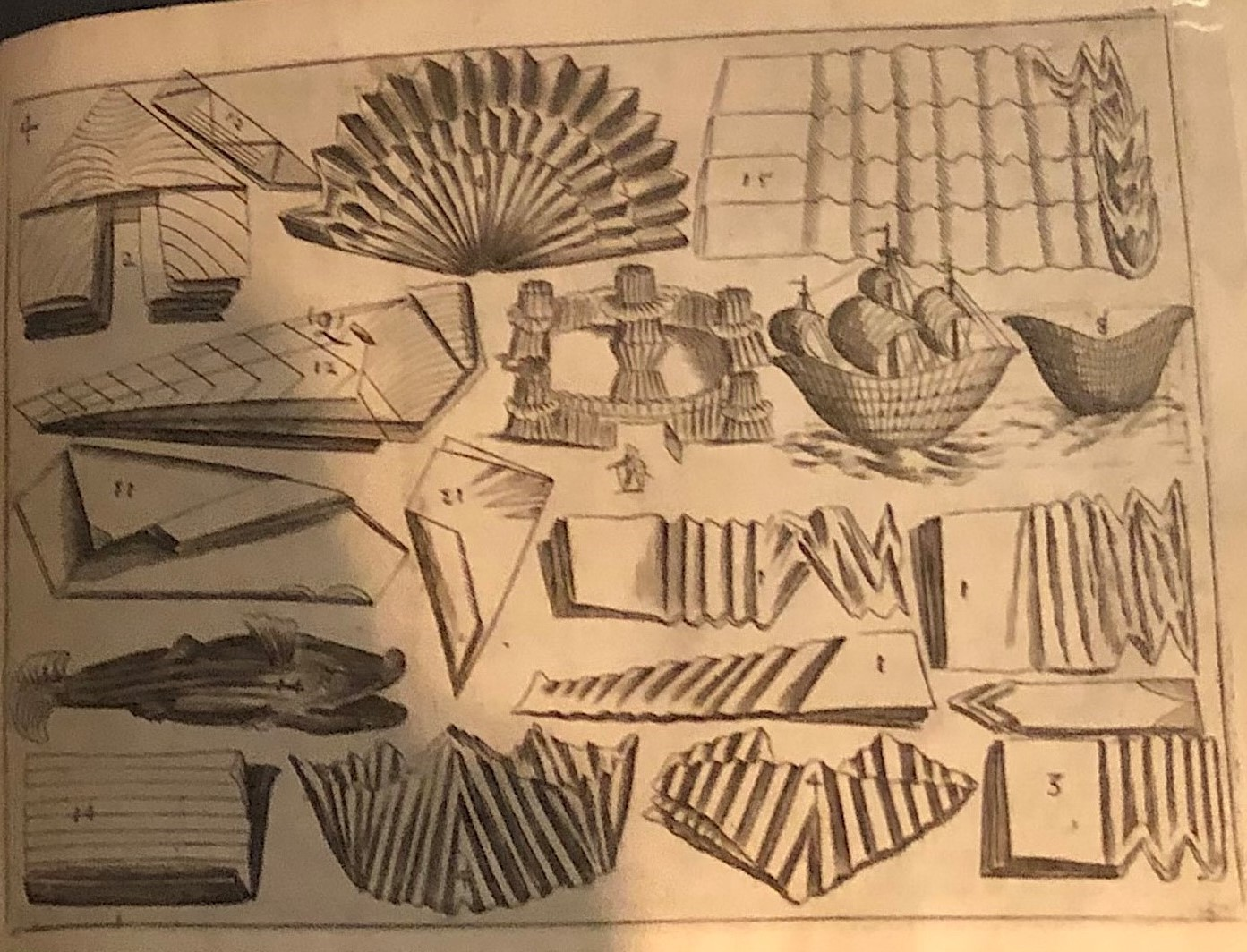
Mattia Giegher, Le tre trattati : trattato delle piegature (traité du pliage) Padoue, éditeur Paolo Frambotto, 1639.

L’expansion coloniale et le commerce de la Compagnie des Indes font par la suite surgir de nouveaux tissus qui donnent naissance à des usages jusqu’alors inédits, comme les serviettes à café ou à chocolat.
Au XIXe siècle, les serviettes de table intègrent le trousseau constitué à l’occasion d’un mariage. Aux côtés des draps, des nappes et des mouchoirs, elles constituent un véritable patrimoine auxquelles les jeunes filles accordent une importance considérable.

## Aujourd’hui
Les serviettes de table en tissu laissent de plus en plus souvent place aux serviettes en papier (de couleur unie ou à motifs), lorsque ce n’est pas au simple « essuie-tout » . Les versions textiles sont moins fréquemment utilisées au quotidien mais davantage pour des repas de fête ou dominicaux.

## Restauration
Le maître d'hôtel d'un restaurant, les serveurs et garçons de café portent traditionnellement une serviette appelée liteau sur le bras gauche. Elle est utilisée dans les restaurants à la place du papier gaufré ou de la dentelle pour présenter certains mets.

## Dans le monde
En Italie, au Portugal et en Argentine, les serviettes dans les cafés sont fabriquées à partir de cellulose pure et non pas d'ouate de cellulose. Cette composition leur permet de ne pas adhérer aux graisses ; ces serviettes servent à attraper la nourriture mangée avec les mains sans se les salir. En revanche leur pouvoir absorbant est très limité.
En Chine, l'utilisation des serviettes en papier remonte au  iie siècle av. J.-C.. Les serviettes en papier étaient connues sous le nom de chih pha, pliées en carrés et utilisées pour servir le thé. Des preuves textuelles de serviettes en papier apparaissent dans une description des propriétés de la famille Yu, de la ville de Hangzhou.

## Savoir-vivre
Les règles de savoir-vivre veulent qu'on utilise sa serviette avant de porter son verre à la bouche.
On ne noue par ailleurs sa serviette autour du cou que pour manger des fruits de mer à décortiquer.